# Воденица у Нештину
Воденица у Нештину, месту у општини Бачка Паланка, је подигнута у првој половини 19. века. Као редак сачуван пример воденице поточаре на територији Војводине и типом градње, са усправним колом, представља реткост ове врсте у нас, убраја се у споменике културе у категорији непокретних добара од великог значаја.
У ширем окружењу у прошлости су постојале бројне воденице. Зидана је опеком и черпићем са чеоном страном, на којој је осовина и коло, обложеном даскама, са двосливним кровом који је покривен бибер црепом. Састоји се од две засебне просторије различитих димензија, где је у већој је воденица са једним каменом и ситима за фино млевење, а у мањој штала. Механизам воденице готово у потпуности је израђен од дрвета.
Конзерваторски радови нису рађени.